# Зірочка
Зірочка (с укр. — «Звёздочка») — украиноязычная дуэтная песня Тины Кароль и группы KAZKA выпущенная 13 августа 2021 года. Композиция является лид-синглом из альбома дуэтов «Молода кров».

## Описание
13 августа 2021 года, Тина Кароль выпустила дуэтную песню «Зірочка» с украинской популярной группой KAZKA. Это первый трек из украиноязычного альбома дуэтов «Молода кров», выход которого приурочен к 30-летию Дня Независимости Украины. Песню написал украинский музыкант Дмитрий Ципердюк в середина 1990-х. В 2021 году права на исполнение песни выкупила Тина Кароль. Композиция была заново записана совместно с группой KAZKA.
Тина Кароль рассказала, что Ципердюк  написал песню «Зірочка» очень давно. Она была очень популярна в родном городе певицы – Ивано-Франковске.
“Я слушала ее еще школьницей. Всегда верила, что «Зірочка» – всеукраинский и международный хит. Сквозь годы меня не покидала мысль о том, чтобы исполнить эту песню”,— говорит певица.
“Я предложила группе KAZKA спеть «Зірочку» в дуэте: они, как никто соответствуют танцевальному, этническому, легкому настроению песни. Саша Зарицкая – единственная исполнительница, которая смогла бы так непринужденно исполнить этот будущий хит”, — рассказала Тина Кароль.
Релиз альбома «Молода кров» состоялся 20 августа 2021 года, предварительно альбом был доступен по предзаказу в Apple Music. В альбом вошли украиноязычные песни Тины Кароль с такими артистами как Wellboy, Alina Pash, Никита Ломакин, Ivan Navi, Юра Самовилов, Latexfauna.

## Live выступления
22 июля 2021 года, украинская певица Тина Кароль предстала в неожиданном дуэте с группой KAZKA. Вместе с солисткой группы Александрой Зарицкой Кароль спела новую песню «Зірочка». Премьера музыкальной коллаборации состоялась на концерте «Вечер премьер» с Екатериной Осадчей в Киеве.

## Текст песни
Тина Кароль и группа KAZKA – «Зірочка»
Замріялась, зажурилася,
У синьому небі зажурились вона,
Немов в цьому світі одна.
Попрошу я зірку ясну:
"Засяй, мов зоря весняная,
Засяй, запалай, тепло віддай
І мене не покидай!"
Припев:
Засяяла-сяяла тая зірочка,
Запалала-палала тая ясная,
Я прошу, я молю: Не покидай мене!
Я прошу: "Не гаси надію останнюю!"
З тобою я не самотняя,
Веселая і щасливая,
До тебе лиш крок - надії ковток,
Лечу серед інших зірок.
Повірила зірка ясная
В слова мої щирі, лагідні.
Засяяла знов, дарувала любов,
Вічну і чисту любов.
Припев.
Замріялась зірка ясная,
Замріялась, зажурилася,
У синьому небі зажурились вона,

## Чарты
| Чарт (2021)                                | Высшая позиция |
| ------------------------------------------ | -------------- |
| Киев (TopHit City & Country Radio Hits)    | 19             |
| СНГ (TopHit Radio Hits)                    | 263            |
| Украина (TopHit City & Country Radio Hits) | 16             |
| Украина (TopHit Radio & Youtube Hits)      | 31             |
| Украина (TopHit YouTube Hits)              | 59             |

| Чарт (2021)                                | Высшая позиция |
| ------------------------------------------ | -------------- |
| Киев (TopHit City & Country Radio Hits)    | 22             |
| Украина (TopHit City & Country Radio Hits) | 17             |
| Украина (TopHit Radio & Youtube Hits)      | 40             |
| Украина (TopHit YouTube Hits)              | 100            |

### Годовые чарты
| Чарт (2021)                                | Высшая позиция |
| ------------------------------------------ | -------------- |
| Украина (TopHit City & Country Radio Hits) | 120            |
| Украина (TopHit Radio & YouTube Hits)      | 190            |

## История релиза
| Регион | Дата            | Формат                         | Версия     | Лейбл                 | Прим.  |
| ------ | --------------- | ------------------------------ | ---------- | --------------------- | ------ |
| Мир    | 13 августа 2021 | Цифровая дистрибуция, стриминг | украинская | Самостоятельный релиз | [ 24 ] |
| СНГ    | 13 августа 2021 | Радиоротация                   | украинская | Самостоятельный релиз | [ 14 ] |